# Sfântu Gheorghe (Băneasa), Giurgiu
Sfântu Gheorghe este un sat în comuna Băneasa din județul Giurgiu, Muntenia, România. La recensământul din 2002 avea o populație de 314 locuitori.